# Hypena phricocyma
Hypena phricocyma är en fjärilsart som beskrevs av Fletcher 1961. Hypena phricocyma ingår i släktet Hypena och familjen nattflyn. Inga underarter finns listade i Catalogue of Life.